# Hydrocyphon gereckei
Hydrocyphon gereckei is een keversoort uit de familie moerasweekschilden (Scirtidae). De wetenschappelijke naam van de soort werd in 2004 gepubliceerd door Hernando, Aguilera & Ribera.